# Alba Fehérvár
El Alba Fehérvár es un equipo de baloncesto húngaro con sede en la ciudad de Székesfehérvár, que compite en la A Division, la máxima competición de su país y en la tercera competición europea, la Basketball Champions League. Disputa sus partidos en el Alba Regia Sportcsarnok, con capacidad para 2,400 espectadores.

## Historia
El club fue fundado en 1949 como el sucesor del Székesfehérvári MDSE y actualmente es uno de clubes húngaros con mejor cartel en Europa. Posee 5 ligas (1998, 1999, 2000, 2013, 2017) y 4 copas (1999, 2000, 2013 y 2017), además de haber conquistado la Central European Basketball League en 2009, tras derrotar en la final por 92-66 al BCM Elba Timişoara rumano.
Además, disputaron la Copa Korać en 5 ocasiones (1995, 1996, 1997, 1998 y 2001), no logrando pasar de la fase de grupos, y la Copa Saporta, la Eurocup, la FIBA Europe Cup y la Basketball Champions League en 1 ocasión (2000, 2014, 2017 y 2018 respectivamente). Lo más lejos que llegaron fue a la segunda fase de la FIBA Europe Cup.

## Nombres
| Denominación           | Período       |
| ---------------------- | ------------- |
| Székesfehérvári MDSE   | 1949-1951     |
| Székesfehérvári Építők | 1951-1979     |
| Alba Regia Építők      | 1979-1992     |
| Albacomp               | 1992-1996     |
| Albacomp-SZÜV          | 1996-1999     |
| Albacomp-UPC           | 1999-2002     |
| Albacomp               | 2002-2011     |
| Albacomp Fehérvár      | 2011-2012     |
| Bericap Alba Fehérvár  | 2012-2013     |
| Alba Fehérvár          | 2013-2014     |
| TLI-Alba Fehérvár      | 2014-2016     |
| Alba Fehérvár          | 2016–presente |

## Registro por Temporadas
| Temporada | Competición Doméstica | Competición Doméstica | Competición Doméstica | Competición Doméstica | Copa Húngara     | Central European Basketball League | Competición Europea                                           |
| Temporada | División              | Liga                  | Posición              | Play-Offs             | Copa Húngara     | Central European Basketball League | Competición Europea                                           |
| --------- | --------------------- | --------------------- | --------------------- | --------------------- | ---------------- | ---------------------------------- | ------------------------------------------------------------- |
| 2000–01   | 1ª                    | A Division            | 5º                    | Cuartos de final      | –                | –                                  | 3ª Copa Korać - 1ª Ronda                                      |
| 2001–02   | 1ª                    | A Division            | 5º                    | Cuartos de final      | –                | –                                  | –                                                             |
| 2002–03   | 1ª                    | A Division            | 4º                    | 4ª Plaza              | –                | –                                  | 5ª FIBA Europe Regional Challenge Cup - Cuartos de Final (CN) |
| 2003–04   | 1ª                    | A Division            | 1º                    | 3ª Plaza              | Subcampeones     | –                                  | –                                                             |
| 2004–05   | 1ª                    | A Division            | 2º                    | 3ª Plaza              | Subcampeones     | –                                  | 5ª FIBA Europe Cup - Cuartos de Final                         |
| 2005–06   | 1ª                    | A Division            | 3º                    | Subcampeones          | –                | –                                  | –                                                             |
| 2006–07   | 1ª                    | A Division            | 3º                    | Cuartos de final      | –                | –                                  | –                                                             |
| 2007–08   | 1ª                    | A Division            | 4º                    | 3ª Plaza              | –                | –                                  | –                                                             |
| 2008–09   | 1ª                    | A Division            | 3º                    | Cuartos de final      | –                | Campeones                          | –                                                             |
| 2009–10   | 1ª                    | A Division            | 5º                    | Cuartos de final      | 3ª Plaza         | –                                  | –                                                             |
| 2010–11   | 1ª                    | A Division            | 2º                    | Subcampeones          | Subcampeones     | –                                  | –                                                             |
| 2011–12   | 1ª                    | A Division            | 2º                    | 3ª Plaza              | 4ª Plaza         | –                                  | –                                                             |
| 2012–13   | 1ª                    | A Division            | 1º                    | Campeones             | Campeones        | –                                  | –                                                             |
| 2013–14   | 1ª                    | A Division            | 5º                    | Cuartos de final      | Cuartos de final | –                                  | 2ª Eurocup - Fase de grupos                                   |
| 2014–15   | 1ª                    | A Division            | 9º                    | –                     | Cuartos de final | –                                  | –                                                             |
| 2015–16   | 1ª                    | A Division            | 2º                    | Subcampeones          | Cuartos de Final | –                                  | –                                                             |
| 2016–17   | 1ª                    | A Division            | 1º                    | Campeones             | Campeones        | –                                  | 4ª FIBA Europe Cup - 2ª Fase                                  |
| 2017–18   | 1ª                    | A Division            |                       |                       |                  | –                                  | 3ª Basketball Champions League                                |

## Alba Fehérvár en competiciones europeas
Copa Korać 1994-95
| 1ª Ronda | Universitatea-Elba | Albacomp    | 87-103 | 104-84 |  |
| 2ª Ronda | Albacomp           | TDK Manresa | 78-80  | 104-73 |  |

Copa Korać 1995-96
| 1ª Ronda | KK Savinjski Hopsi | Albacomp | 90-72 | 74-74 |  |

Copa Korać 1996-97
| 1ª Ronda       | Albacomp-SZÜV    | KK Idrija     | 89-70 | 72-72 |  |
| Fase de grupos | Steiner Bayreuth | Albacomp-SZÜV | 72-67 | 83-90 |  |
| Fase de grupos | Turismo Andaluz  | Albacomp-SZÜV | 93-80 | 66-91 |  |
| Fase de grupos | Albacomp-SZÜV    | BC Kalev      | 72-77 | 85-79 |  |

Copa Korać 1997-98
| 1ª Ronda | Montan | Albacomp-SZÜV | 78-60 | 74-65 |  |

Copa Saporta 1999-00
| Fase de grupos | Maccabi Ness     | Albacomp-UPC      | 57-74  | 71-70 |
| Fase de grupos | Albacomp-UPC     | Elma Apoel        | 100-79 | 40-83 |
| Fase de grupos | Albacomp-UPC     | BC Lietuvos Rytas | 82-71  | 95-83 |
| Fase de grupos | Élan Chalon      | Albacomp-UPC      | 82-68  | 73-76 |
| Fase de grupos | Ricoh Astronauts | Albacomp-UPC      | 61-53  | 64-66 |

Copa Korać 2000-01
| 1ª Ronda | Mitteldeutscher BC | Albacomp-UPC | 65-69 | 68-73 |  |

FIBA Europe Regional Challenge Cup 2002-2003
| Fase de grupos (Conferencia Norte)   | Albacomp       | TSK Franken | 79-67  | 78-66  |  |
| Fase de grupos (Conferencia Norte)   | Ulriken Eagles | Albacomp    | 94-109 | 102-57 |  |
| Fase de grupos (Conferencia Norte)   | E.S.O. Lucenec | Albacomp    | 75-86  | 104-79 |  |
| Cuartos de Final (Conferencia Norte) | TSV Bayer 04   | Albacomp    | 94-81  | 92-87  |  |

FIBA Europe Cup 2004-05
| Fase de grupos (Conferencia Centro)   | Albacomp           | BC Boncourt    | 101-61 | 96-99  |  |
| Fase de grupos (Conferencia Centro)   | Brno               | Albacomp       | 105-97 | 86-80  |  |
| Fase de grupos (Conferencia Centro)   | C.F. Os Belenenses | Albacomp       | 77-87  | 86-77  |  |
| Cuartos de Final (Conferencia Centro) | CAB Madeira        | Albacomp       | 80-82  | 103-74 |  |
| Semifinales (Conferencia Centro)      | Albacomp           | Mlékárna Kunín | 93-96  |        |  |
| 3º y 4º Puesto (Conferencia Centro)   | Benetton Olympic   | Albacomp       | 71-108 |        |  |
| Cuartos de Final                      | Albacomp           | Moscow Region  | 83-73  | 83-65  |  |

Eurocup 2013-14
| Fase de grupos | Nizhny Novgorod          | Alba Fehérvár               | 82-64 | 78-84 |
| Fase de grupos | Alba Fehérvár            | PAOK Thessaloniki           | 88-89 | 68-64 |
| Fase de grupos | Alba Fehérvár            | Khimik Yuzhne               | 75-88 | 81-52 |
| Fase de grupos | Budućnost VOLI Podgorica | Alba Fehérvár               | 67-61 | 82-80 |
| Fase de grupos | Alba Fehérvár            | Aykon TED Ankara Kolejliler | 92-84 | 84-64 |

FIBA Europe Cup 2016-17
| Fase de grupos | Benfica         | Alba Fehérvár       | 77-74  | 90-71  |
| Fase de grupos | Alba Fehérvár   | Brussels Basketball | 86-79  | 69-80  |
| Fase de grupos | Alba Fehérvár   | Élan Chalon         | 111-91 | 106-77 |
| 2ª Fase        | Alba Fehérvár   | U-BT Cluj-Napoca    | 92-83  | 81-86  |
| 2ª Fase        | Alba Fehérvár   | BK Pardubice        | 84-78  | 89-97  |
| 2ª Fase        | Pau-Lacq-Orthez | Alba Fehérvár       | 89-63  | 78-81  |

Basketball Champions League 2017-18
| 2ª Ronda | Karpoš Sokoli / Kalev/Cramo | Alba Fehérvár |  |  |

## Palmarés

### Liga
- A Division

-   -  Campeones (5): 1998, 1999, 2000, 2013, 2017

-   - Subcampeones (3): 2006, 2011, 2016
  - Terceros (5): 1996, 2004, 2005, 2008, 2012

### Copa
- Copa Húngara

-   -  Campeones (4): 1999, 2000, 2013, 2017

-   - Subcampeones (3): 2004, 2005, 2011
  - Terceros (1): 2010

### Regional
- Central European Basketball League

-   -  Campeones (1): 2009

### Internacional
- FIBA Europe Cup

-   - Cuartos de Final (1): 2005

## Números retirados
El club retiró el siguiente número:
- #9 Kornél Dávid - Único jugador húngaro de la historia en jugar en la NBA. Jugó en los Chicago Bulls (1999-2000), Cleveland Cavaliers (2000), Toronto Raptors (2000) y Detroit Pistons (2001). También jugó en España, concretamente en el TAU Cerámica (2003-2006) y en el Kalise Gran Canaria (2006-2008).

## Patrocinadores
| Año       | Nombre                | Patrocinador  | Fabricante |
| --------- | --------------------- | ------------- | ---------- |
| 2002-2003 | Albacomp              | Garzon Bútor  | Adidas     |
| 2003-2004 | Albacomp              | Garzon Bútor  | Adidas     |
| 2004-2005 | Albacomp              | Garzon Bútor  | Converse   |
| 2005-2006 | Albacomp              | Garzon Bútor  | Converse   |
| 2006-2007 | Albacomp              | Garzon Bútor  | Spalding   |
| 2007-2008 | Albacomp              | Garzon Bútor  | Spalding   |
| 2008-2009 | Albacomp              | Nescafé       | Spalding   |
| 2009-2010 | Albacomp              | Nescafé       | Spalding   |
| 2010-2011 | Albacomp              | Nescafé       | Spalding   |
| 2011-2012 | Albacomp Fehérvár     | Nescafé       | Spalding   |
| 2012-2013 | Bericap Alba Fehérvár | Magyar Korona | Spalding   |
| 2013-2014 | Alba Fehérvár         | Magyar Korona | Spalding   |
| 2014-2015 | TLI-Alba Fehérvár     | Hungrana      | Spalding   |
| 2015-2016 | TLI-Alba Fehérvár     | Hungrana      | Spalding   |
| 2016-2017 | Alba Fehérvár         | Hungrana      | Spalding   |

## Jugadores destacados
| - Anthony Olah - Kenny Chery - Justin Edwards - Scott Morrison - Zoran Antić - Albert Karner - Bojan Lapov - Zdenek Böhm - Manel Núñez - Will Saunders - Szabolcs Antal - Márton Báder - Zoltán Bencze - Balázs Blaskovits - Ferenc Bódi - Csaba Bodrogi - Zoltán Boros - Ferenc Csirke - Milán Csorvási - József Czirbus - Gergely Dávid - Kornél Dávid - Attila Farkas - Csaba Fekete - Márkó Filipovics - Gergely Fodor - Dávid Gaspar - Levente Gémes - Henrik Góbi - Ferenc Godena - Krisztián Gorzsás - Roland Halm - Ádám Hanga | - Roland Hendlein - Levente Juhos - Tamás Kámán - Ákos Keller - Iván Keller - Vidor Keller - Dániel Kertesz - Ádám Kovács - Ákos Kovács - Sándor Lánczos - József Lekli - Péter Lóránt - András Madár - Gábor Matus - Máté Medve - Zoltán Mihalics - Joel Nshimba - István Nyilas - Szabolcs Pojbics - Péter Polster - Balázs Simon - Szabolcs Somogyfoki - Péter Somogyfoki - Gergely Somogyi - Gábor Soós - Zoltán Supola - Tibor Szabó - Zsolt Szabó - Mátyás Szanati - Norbert Timko - Norbert Tóth - Péter Tóth - Máté Varga | - Roland Varga - Māris Citskovskis - Ernests Kalve - Kęstutis Marčiulionis - Gintaras Stulga - Zoran Nišavić - Valeri Sizov - Dmitri Trouchine - Primož Brolih - Dalibor Petrović - Dalibor Djapa - Vladimir Zujović - Peter Ståhlberg - Peter Theisz - Atilla Dağdelen - George Banks - Kyle Barone - Lance Blanks - Lukas Bonner - Cory Bradford - Bradford Burgess - Wayne Chism - Geary Claxton - Cor-J Cox - Tony Crocker - Jara Doyne - Muhammad El-Amin - D.J. Fenner - James Farr - Rod Flowers - Augustus Gilchrist - Shawn Glover - Ledon Green | - Alandise Harris - Kenneth Henderson - Kasey Hill - Braydon Hobbs - Lee Humphrey - Randell Jackson - Wally Judge - Maurice Kemp - Michael Lee - Kenneth Lowe - Elijah Macon - Chad McClendon - Ronnie McMahan - Cleveland Melvin - Ashton Mitchell - Ramone Moore - Ronald Moore - David Moseley - Anthony Myles - Darryl Parker - Ryan Pearson - Janou Rubin - Robert Shannon - Winston Shepard - Trevis Simpson - Kevin Smith - Jermaine Spivey - Tristan Spurlock - Brandon Taylor - Dwayne Taylor - Josiah Turner - Victor Venters - Tory Walker | - Billy White - Nate Wilbourne - Brandon Wood - Jerrell Wright - Kenny Younger - Sullivan Phillips - Sejo Bukva - Yoav Behr - Muhamed Tači - Velibor Radović - Stefan Fekete - Luka Marković - David Toya - Andrej Lukjanec - Christian Brown - Lamont Boozer - Alhaji Mohammed - Damian Hollis - Jarrod Jones - Lasan Kromah - Gerrit Brigitha |